# 마이마이어
마이마이(Mai-Ma, 일반적으로 Maay Maay ( Af-Maay, Af-Maymay 또는 간단히 Maay; Mai-Mai)는 아프리카아시아어족 계열의 쿠시어파 분기에 속하는 소말리어의 방언이다. 주로 소말리아와 에티오피아, 케냐의 인접 지역에서 사용된다. 소말리아에서는 소말리아 남서부주, 주바랜드, 바나디르주에서 사용된다. 이는 소말리어의 방언 중 하나이다.